# Szemiramisz (opera)
Az Semiramis (olaszul Semiramide) Gioachino Rossini kétfelvonásos operája. Szövegkönyvét Gaetano Rossi írta Voltaire Semiramis című tragédiája alapján. Ősbemutatójára 1823. február 3-án került sor a velencei Teatro La Fenice operaházban.

## Szereplők
| Szereplő                             | Hangfekvés |
| ------------------------------------ | ---------- |
| Semiramis, Babilon királynője        | szoprán    |
| Arsace, a babiloni hadsereg vezetője | alt        |
| Asszúr, herceg, Baál leszármazottja  | basszus    |
| Idreno, indiai király                | tenor      |
| Oroe, főpap                          | bariton    |
| Azema, hercegnő, Baál leszármazottja | szoprán    |
| Mitrane, az őrök kapitánya           | tenor      |
| Ninosz szelleme                      | basszus    |

## Cselekmény
Helyszín: Babilónia
Idő: I. e. 809–806
Ninosz babiloni király meggyilkolása után a trónt Semiramis foglalja el. Asszúr herceg abban reménykedik, hogy a fiatal királynő őt választja majd férjéül, és így lehetőség nyílik majd számára az uralkodásra. A királynő azonban Arsacét választja, aki nem örül, hiszen Azema hercegnőt szereti. Asszúr Semiramis szemére hányja, hogy az ő parancsára ölte meg a királyt és most mégis másnak adja a kezét. Oroe, a főpap elmondja Arsacénak, hogy ő tulajdonképpen nem más, mint a régen eltűnt herceg, Ninia, Semiramis fia. Miután tudomást szerez Semiramis cselszövéséről is, a feldühödött Arsace elindul, hogy megbosszulja apja halálát. Anyja megrendülését látva nem tud rá kezet emelni. Semiramis cinkostársa, Asszúr után ered, akit apjának mauzóleumában talál meg. A félhomályban célt téveszt és fegyvere Semiramist sebzi halálra, aki azért jött ide, hogy fiát megvédje Asszúrtól. A gonosz herceget, Asszúrt az őrök elfogják. Arsace, azaz Ninia elfoglalja a babiloni trónt.

## Híres áriák
- Eccome alfine in Babilonia…Ah! quel giorno ognor rammento – Arsace áriája (első felvonás)
- Bel raggio lusinghier…Dolce pensiero – Semiramis áriája (első felvonás)
- Serbami ognor si fido – Semiramis és Arsace kettőse  (első felvonás)
- Giuri ognuno, a' sommi Dei – Semiramis, Arsace, Idreno, Oroe és Asszúr (első felvonás)
- In si barbara sciagura – Arsace áriája (második felvonás)
- La speranza piu soave – Idreno áriája  (második felvonás)
- Ebben, a te…Giorno d'orrore…Madre, addio! – Semiramis és Arsace (második felvonás)
- L'usato ardir – Asszúr, Arsace és Semiramis (második felvonás)